# 千葉大学医学部附属病院
千葉大学医学部附属病院（ちばだいがくいがくぶふぞくびょういん）は、千葉県千葉市中央区亥鼻に所在する千葉大学の附属病院。千葉大学亥鼻キャンパスの東側に面している。

## 沿革
- 1874年（明治7年）7月 共立病院が開設される。
- 1876年（明治9年）10月 県立となり、公立千葉病院と改称。
- 1882年（明治15年）7月 県立千葉医学校附属病院に改組。
- 1888年（明治21年）3月 県立千葉医学校が廃止。附属病院は千葉県立千葉病院と改称。
- 1890年（明治23年）9月 千葉町猪鼻台（現・千葉県千葉市中央区亥鼻）の現在地に移転。
- 1922年（大正11年）4月 千葉医学専門学校附属医院と改称。
- 1923年（大正12年）4月 千葉医科大学附属医院と改称。
- 1936年（昭和11年）3月 新附属医院の新館が竣工。（現・千葉大学医学部本館）
- 1945年（昭和20年）7月 附属医院の旧館が千葉空襲（七夕空襲）により焼失。
- 1949年（昭和24年）5月 新制千葉大学が発足する。千葉大学医学部附属病院と改称。
- 1978年（昭和53年）2月 新附属病院が現在地に完成、移転。
- 2007年（平成19年）9月 附属病院 新病棟竣工。
- 2008年（平成20年）5月 新病棟（ひがし棟）オープン。同時に屋上ヘリポートの供用を開始。
- 2017年（平成29年）1月 千葉県内で3ヶ所目となる総合周産期母子医療センターに指定される。

## 診療科

### 内科
- 消化器内科
- 血液内科
- 腎臓内科
- アレルギー・膠原病内科
- 糖尿病・代謝・内分泌内科
- 循環器内科
- 呼吸器内科
- 和漢診療科
- 感染症内科
- 腫瘍内科

### 外科
- 心臓血管外科
- 食道・胃腸外科
- 肝胆膵外科
- 乳腺・甲状腺外科
- 呼吸器外科
- 麻酔・疼痛・緩和医療科
- 泌尿器科
- 救急科

### 感覚・運動機能
- 整形外科
- 眼科
- 皮膚科
- 耳鼻咽喉科・頭頚部外科
- 歯科・顎・口腔外科
- 形成・美容外科
- リハビリテーション科

### 脳神経精神
- 精神神経科
- 脳神経内科
- 脳神経外科

### 小児・母性・女性
- 婦人科
- 周産期母性科
- 小児科
- 小児外科

### 放射線
- 放射線科

### 病理診断
- 病理診断科

### 総合診療
- 総合診療科

## 指定医療
出典
| 健康保険法による（特定承認）保険医療機関     | 国民健康保険法による（特定承認）療養取扱機関                   |
| 労働者災害補償保険法による医療機関           | 国家公務員災害補償法による療養医療機関                         |
| 地方公務員災害補償法による療養医療機関       | 母子保健法（養育医療）                                         |
| 消防法による救急医療                         | 生活保護法による医療機関                                       |
| 戦傷病者特別援護法による医療機関（更生医療） | 原爆医療法による一般疾病医療機関                               |
| 精神保健法による医療機関（措置入院）         | 災害拠点病院                                                   |
| エイズ診療拠点病院                           | 障害者自立支援法による医療機関（育成医療、更生医療、精神通院） |
| がん対策基本法によるがん診療連携拠点病院     | 千葉県肝炎治療特別促進事業実施要綱による肝疾患診療連携拠点病院 |
| 第二種感染症指定医療機関                     | IRUD拠点病院                                                   |
| 難病法に規定する指定医療機関                 | 児童福祉法に規定する指定小児慢性特定疾病医療機関               |

## 研究
- VART study

## 交通
- JR東日本総武本線、千葉都市モノレール1号線/2号線「千葉駅」京成電鉄京成千葉線「京成千葉駅」下車。
  - 東口7番のバス乗り場から「千葉大学病院」または、「千葉大学病院経由南矢作」行きバスに乗車、「千葉大学病院」 で下車。
- JR東日本外房線/内房線/京葉線 「蘇我駅」下車。
  - 東口2番のバス乗り場から「大学病院」行きバスに乗車、 終点「大学病院」で下車。

## 関連人物
- 三輪清三：病院長（1963年10月～1966年4月）
- 山本修一：病院長（2014年4月1日[2] - 2020年3月31日[3]）